# Bible moralisée
Bible moralisée (франц. Библија с коментарима морализаторског садржаја) је тип средњовековне рукописне илустроване књиге која има за циљ да кроз кратке цитате из Светог писма и илустрације догађаја из Старог и Новог завета пружи моралну поуку. Од других типова илустроване Библије разликује се по карактеристичној организацији стране и односу илустрација и текста: илустрације су распоређене у два паралелна ступца са по четири медаљона; уз сваки стубац са илустрацијама постављен је по један ужи са легендама. Текст се састоји од кратких извода из Светог писма и коментара морализаторског садржаја. У избору и редоследу илустрација запажа се тежња да се успостави типолошка веза између догађаја из Старог и Новог завета.
Овај тип илустроване Библије настао је у Француској, вероватно током прве половине XIII века, а сасвим извесно у круговима блиским двору (један од најпознатијих примера је тзв. Библија Луја IX Светог, 1226–1234).

## Сачувани рукописи
XIII век:
- Codex Vindobonensis 2554[мртва веза], 1215-1230[2]
- Codex Vindobonensis 1179 Архивирано на веб-сајту  (3. март 2016)
- Bible moralisée из 1230-1245 Архивирано на веб-сајту  (3. март 2016) (четири свеске: Ms. Bodl 270b2 из Бодлејанске библиотеке у Оксфорду; Ms Lat11560 из Националне библиотеке у Паризу; Harley 15263 и 15274 из Британске библиотеке у Лондону)
- Bible moralisée из Бискупске библиотеке у Толеду (ms I-III); један део рукописа се налази у Библиотеци Морган у Њујорку (ms M240).

XIV век:
- рукопис Fr 167 из Националне библиотеке у Паризу, израђен за француског краља Жана II Доброг
- енглески рукопис Add.18719 из Британске библиотеке у Лондону Архивирано на веб-сајту  (4. март 2016)
- рукопис Fr.9561 из Националне библиотеке у Паризу, израђен у Напуљу за Роберта Напуљског око 1350. године
- Ms.10232 из Шпанске националне библиотеке у Мадриду, крај XIV века; садржи мали број илустрација

XV век:
- Fr166 из Националне библиотеке у Паризу - недовршени рукопис израђен по наруџбини бургундског грофа Филипа Смелог; започела Браћа из Лимбурга око 1402-1404, наставио Жорж Трубер око 1485
- рукопис из 1455-1460. који је наручио Антоан Бургундски; чува се у Краљевској библиотеци у Хагу (76 E 7).

## Галерија
- Codex Vindobonensis 2554, фронтиспис
- Codex Vindobonensis 1179
- Lat11560 f1v, Национална библиотека у Паризу
- Harley1527 f4v, Британска библиотека
- Bible moralisée из Толеда
- Bible moralisée Жана II Доброг
- Bible moralisée Филипа Смелог
- Bible moralisée из Напуља